# Підземна залізниця (роман)
«Підземна залізниця» (англ. The Underground Railroad) — роман 2016 року американського автора Колсона Вайтгеда, що розповідає про Кору, 15-ти річну рабиню, яка втікає з плантації в Джорджії. Книга отримала Національну книжкову премію, Пулітцерівську премію, потрапила до довго списку Man Booker Prize та її рекомендували до прочитання Барак Обама і Опра Вінфрі. 14 травня 2021 року за мотивами книги вийшов однойменний мінісеріал режисера Баррі Дженкінса тривалістю в 10 серій на платформі Amazon Prime Video.

## Сюжет
Сюжет розгортається в XIX столітті у США. Подій розпочинаються на плантації Рендаллів, де працює рабиня Кора, якій Цезар запропонував втечу.

### Аджаррі
Спершу розповідається історія про бабусю Корі, Аджаррі. Вона жила в Африці зі своєю родиною, однак, білі люди взяли їх у полон та розділи родину посадивши на різні кораблі. Аджарі було доправлено до США, де її продали в рабство. Однак, в неї від самого початку не склалося з рабовласниками, які то збанкручувалися, то раптово помирали. Тому її продавали як майно, то від одного рабовласника до другого рабовласника, поки не потрапила на плантацію Рендалла, Джорджія, де осіла до своєї смерті. На плантації вона знайшла кількох чоловік, від яких народилися діти, але лише Мейбл, мати Кори, вижила.

### Джорджія
В дитинстві мати Мейбл, яка покинула Кору в дитячому віці, втікши з плантації, що, навіть, найвідоміший ловець рабів Ріджвей не зміг її знайти. Після того, Кору спершу вигнали із хатинки до хатини Гоба, де живуть скалічені раби, божевільні раби. Потім інші раби зазіхали на кусочок землі, який залишився у спадок від Аджаррі, однак Кора відвоювала його. Також у цьому розділі розповідається про різноманітні покарання та жорстокості, які відбуваються на плантації. Основні подій розпочинаються під час дня народження Жокея, під час якого до Кори підійшов Цезар із пропозицією втечі із плантації. Він був рабом, який потрапив на плантацію із Вірджинії після смерті рабовласниці. Кора йому спершу відмовила, однак після серії жахливих подій: побиття Честера і Кори, що його захистила Терренсом, смерть Джеймса, взяття Терренсом під свій контроль північну ферму. Однієї ночі вони покинули плантацію, тоді до них приєдналася Лаві. Вони попрямували до будинку Флетчера, однак по дорозі натрапили на засідку, внаслідок якої Лаві потрапила в полон до ловці. Цезар і Кора втекли, при цьому вона випадково вбила хлопця з цієї групи. Вони дібралися до будинку, де агент провів до станції підземної залізниці, де вони сіли на поїзд до Південної Кароліни.

### Ріджвей
Батько Ріджвея був ковалем і хотів, щоб син пішов по його стопах. Однак, Ріджвей не захотів бути ковалем, він знайшов своє призначення, ставши ловцем рабів. Спершу описувалося як він поступову напрацьовував собі репутацію, ловлячи різних рабів. Крім того розповідається про те, як аболіціоністи намагаються врятувати рабів, використовуючи суди, а Ріджвей по тихому через підкуп забирає їх із в'язниць. У кінці розділі він став за мету вполювати Кору та викрити підземну залізницю.

### Південна Кароліна
Кора поселилася в кварталі для кольорових працювала домогосподаркою на сім'ю, а Цезар почав працювати на заводі. Перші кілька місяців здавалося, що тут досить відкрито ставляться до кольорових людей: власне житло, оплачувана робота, освіта тощо. Однак, пізніше Кора відкриває брехливість свободи тут: роботу в музеї, де вона працювала як живий експонат кольорових людей для білих; лікар Стівенс, який запропонував її кастрацію, щоб регулювати народжуваність кольорових людей; використання кольорових людей для дослідження сифілісу. Однак, одного дня вона дізналася, ловці рабів її розшукують. Тоді вона зустрічається з начальником станції Семом, що їх і зустрічав по приїзду. Він підтвердив, що ловці рабів їх шукають, і заховав Кору на станції і пішов по Цезаря. Однак він не повернувся, а будинок над станцією спалили. Вона після очікування кількох днів, дочекалася поїзда, що довіз її до Північної Кароліни.

### Стівенс
В цьому розділі розповідається історія про лікаря Стівенса, який у Південній Кароліні пропонував кастрацію для кольорових. Історія розповідає про його роки навчання в аспірантурі до переїзду в Південну Кароліну. Стівенс здружився з групою осіб, що займаються розкрадання трупів, так як для патологоанатома завжди було недостатньо трупів для аналізу. Вони спершу крали всі трупи, але після того, як білі люді підняли розголос про це і почали охороняти кладовище. То тоді почали красти трупи кольорових людей, так як ніхто не звертає уваги скарги кольорових людей.

### Північна Кароліна
Кора зустрічає Мартіна, начальника станція, у здивуванні, бо він не очікував, що приїде ще одна втікачка, до того ж він вже збирався зачиняти станція після нових законів. Мартін таємно доправляє до свого будинку, де її ховає в таємному сховку на мансарді. Кора розуміє, що тут досить жорстокі закони щодо кольорових, так неподалік шахти у лісі була Стежка Свободи, де висіло велика кількість повішених білих людей, а також щоп'ятниці на головній площі постійно вішали нову кольорову людину. Зі слів Мартіна, у цій місцині люди прийняли закон, який заборони перебувати кольоровим на територію штату, замість мали працювати європейці на плантаціях. Однак, через кілька місяців, ловці на чолі з Ріджвей схопили Кору, а Мартіна і Етель повісили на дереві, що на центрі площі, та закидали камінням.

### Етель
У цьому розділі розповідається про дружину Мартіна, про її дитинство, в якому завжди хотіла допомагати африканцям, про батька, який завжди ходив на гору до кольорової, про те як вона зустріла Мартіна і про те, що нарешті здійснила свою мрію, коли допомагала вилікувати Кору, що захворіла.

### Теннесі
У штаті Теннесі полонена Кора іде разом із Джаспером, ще одним впійманим рабом, Гомером, рабом, якого звільнив Ріджевей і він пристав до його команди та Бовзменом, колишнім волоцюгою із Південної Кароліни. Вони прямують, щоб схопити ще одного раба, а потім поїдуть у Джорджію, повертати Кору і того раба. У Теннесі вона дізнається, що це було земля черокі, яких свого часу вигнали білі люди. Під час поїздки по Теннесі вони скрізь бачили спалені міста, а потім натрапили на карантині міста, які охопила жовта лихоманка. Крім того Кора стає свідком, як вбивають Джаспера, бо винагорода за нього не перекриє видатки на нього, та дізнається, що Цезаря схопили і вбили білі люди у в'язниці за вбивство хлопця, також викрили і Флетчера, а Ламблі, начальник станції у Джорджії, втік від покарання. Після відвідин одного міста Кору запримітив один кольоровий чоловік, потім, коли вони зупинилися не спочин, то Бовзмен вирішив задовільнити свої сексуальні бажання Корою, а Кора вирішила тоді втекти. Однак їм завадив Ріджевей, проте тоді група з трьох напала і звільнили Кору з полону, вбивши при цьому Бовзмен, а Ріджевея прикувавши в екіпажі.

### Цезар
У цьому розділі розповідається про думки Цезаря перед його наміром втечі. Він згадує своє колишнє життя у Вірджинії з родиною, з якими його розділи при продажі після смерті рабовласниці. Також він роздумує про те, як важко їм живеться на плантаціях у Флориді та сподівається жити вільно після втечі, коли на неї погоджується Кора.

### Індіана
Після втечі від Ріджевея, вона дізнається, що африканця, який її запримітив у Теннесі, звати Роял, той, хто вбив Бовзмена, — Рудим, а третій є пасажиром підземної залізниці та звати його Джастіном. Вони на залізниці добралися до Індіани та зупинилися на фермі Валентайнів. Джастін одразу через кілька днів поїхав у Канаду до своєї рідні, а Рудий подався на захід, бо його звільнили із підземної залізниці через вбивство людини. На фермі Кора відчуває справжню свободу, а не приховану, як у Південній Кароліні. Тут такі як вона можуть спокійно жити, навчатися і народжувати своїх дітей. Сам Валентайн одружився з жінкою, яку викупив з рабства, переїхав з нею з Вірджинію в Індіану та заснували ферму, на які вирішили приймати рабів після інциденту, як знайшли замерзлу рабиню у сніг біля своєї ферми. Тут Кора зблизилася Роялом вільно-народженим афроамериканцем, який став агентом підземної залізниці. Одного разу під час відвідин ферми він її показав також бічний тунель підземної залізниці, який веде не зрозуміло куди. Також на фермі вона зустріла Сема, що їхав на захід, який їй розповів, що Терренс помер, а Ріджевей перестав бути ловцем, зганьбившись втечею Кори з під його рук. Однак, з часом невдоволення білих наростало через збільшення кольорових людей на фермі, а тому під час промови, про вирішення долі ферми, вони почали розстрілювати тих, хто зібрався на промову, внаслідок чого загинув і Роял. Під час втечі Кори з місця обстрілу, її схопив Ріджвей.

### Мейбл
У цьому розділі розповідається про втечу мати Кори з плантації, про те як вона вибачалася перед Корою. Потім розповідається, що мати дібралася до боліт і пожалкувала про своє рішення і вирішила повернутися на плантацію, про те її укусила змія, а потім її засмоктало болото.

### Північ
Пригрозивши пострілом з пістолета, Ріджвей змусив Кору відвести до підземної залізниці, проте при спуску по сходам вона на Ріджвей, знерухомивши його. Гомер Залишився з Ріджвеєм, який був передсмертному стані, а Кора втекла поїхавши в глиб тунелю на дрезині. Пізніше вона пішки дійде до кінця тунелю, де приєднається до возу на якому сидів афроамериканець, який їхав у напрямку Сент-Луїса у напрямку до Каліфорнії.

## Телевізійна адаптація
28 березня 2017 повідомлено, що режисер Баррі Дженкінс візьметься за написання сценарію режесування серіалу «Підземна залізниця» за підтримки Amazon. 14 травня 2021 року серіал із 10 серіями вийшов на платформі Amazon Prime Video.